# Buriłczewo
Buriłczewo, Burilevo (maced. Бурилчево) – wieś we wschodniej Macedonii Północnej, w gminie Czeszinowo-Obleszewo, niedaleko miasta Koczani.